# Chryseobacterium
Chryseobacterium es un género de bacterias que en medio sólido producen colonias color amarillo debido a la producción de pigmentos tipo flexirrubina.
Generalmente tienen forma de bastón, miden 0.5 μm de ancho y 1-3 μm de largo, aunque se han encontrado especies que miden 0.2-0.4 µm y 0.4-0.7 µm de largo. Son Gram negativas, no producen esporas y no tienen motilidad. Son aerobios obligados y quimioorganotrofos. Son catalasa y oxidasa positivas, y no reducen nitrito o nitrato. La mayoría de las especies ambientales crecen adecuadamente a 30 °C, sin embargo, también existen algunas psicrotolerantes como: C. joostei, C. vrystaatense, C. daecheongense, etc. Las especies que se han aislado de ambientes hospitalarios crecen adecuadamente a 30-37 °C.

## Hábitat
La mayoría de las especies de Chryseobacterium se han aislado de suelo y ambientes marinos, siendo el primero en donde se encuentran mayormente.  Las especies que se han encontrado en rizosfera son: C. formosense, Chryseobacterium soldanellicola y Chryseobacterium taeanense. Nuevas especies de Chryseobacterium se han encontrado en rizosferas de plantas de arenales: Chryseobacterium elymi sp. nov., Chryseobacterium hagamense sp. nov., Chryseobacterium lathyri sp. nov. Y Chryseobacterium rhizosphaerae sp. nov. También algunas especies se han encontrado en los hospitales, incluso en las superficies de tubos y catéteres de pacientes. Chryseobacterium no es comensal normal del microbioma humano.

## Patogenicidad y resistencia a antibióticos
Las especies más relevantes clínicamente son Chryseobacterium indologenes y Chryseobacterium gleum por su relación con bacteremias. También se han aislado especies de medios acuáticos, incluso algunas son patógenas para los peces.
La mayoría de las especies del género Chryseobacterium son resistentes a una gran variedad de antimicrobianos. Las especies C. indologenes y C. gleum son capaces de sintetizar β-lactamasas, las cuales les dan resistencia a antibióticos como las cefalosporinas. También se ha reportado que algunas especies pueden ser resistentes a tetraciclinas, eritromicina y linezolid y pueden tener sensibilidad a clindamicina y vancomicina.